# Чёрные окуни
Чёрные окуни, или  форелевые окуни (лат. Micropterus) — род рыб отряда окунеобразных. Иногда их ошибочно называют чёрной форелью, однако форель относится совсем к другому отряду рыб. Большинство видов обитает в Северной Америке, однако некоторые могут также водиться в Тихом океане, Атлантическом океане и ряде морей.  Все они окрашены в тускло-зелёный цвет с тёмными полосами по бокам. Размер разных видов варьируется от 4 до 97 см. Самцы строят гнёзда, в которых самки откладывают икру, которую самцы оплодотворяют и продолжают охранять до тех пор, пока не вылупятся рыбки. На многие виды идёт активная рыбная ловля.

## Виды
В состав рода включают 13 видов:
- Micropterus cataractae
- Micropterus coosae
- Малоротый окунь (Micropterus dolomieu)
- Micropterus notius
- Micropterus punctulatus
- Большеротый окунь (Micropterus salmoides)
- Micropterus treculii